# Південно-центральна частина штату Мату-Гросу (мезорегіон)
15°35′45″ пд. ш. 56°05′49″ зх. д. / 15.595833° пд. ш. 56.096944° зх. д.
Південно-центральна частина штату Мату-Гросу (порт. Mesorregião do Centro-Sul Mato-Grossense) — адміністративно-статистичний мезорегіон в Бразилії. Входить в штат Мату-Гросу. Населення становить 1035739 чоловік на 2006 рік. Займає площу 199 321,361 км². Густота населення — 10,4 чол./км².

## Склад мезорегіону
В мезорегіон входять наступні мікрорегіони:
1. Куяба
2. Розаріу-Уесті
3. Алту-Пантанал
4. Алту-Парагуай

| Бразилія | Це незавершена стаття з географії Бразилії. Ви можете допомогти проєкту, виправивши або дописавши її. |